# Amor (gastronomia)
L'Amor è un dolce fatto da alcune pasticcerie del comune di Pontremoli, del comune di Berceto e dal comune di Borgo Val di Taro. Sono formati da una doppia cialda wafer con un ripieno di crema.

## Preparazione[2]
Prima di tutto bisogna sbattere le uova con lo zucchero, aggiungere del latte e cuocere a fuoco lento con una buccia di limone.
Quando la crema acquisisce densità si toglie dal fuoco e si lascia riposare per due o tre ore.
Dopodiché si prende un etto di burro e un goccio di cognac, si frulla il tutto fino che la pasta si addensi nuovamente. Alla fine si prepara la crema a tramezzino tra due biscotti.

## Ingredienti
Gli ingredienti sono: latte, zucchero, uova, burro,  buccia di limone, biscotti sottili.